# Escalinata de la plaza de España

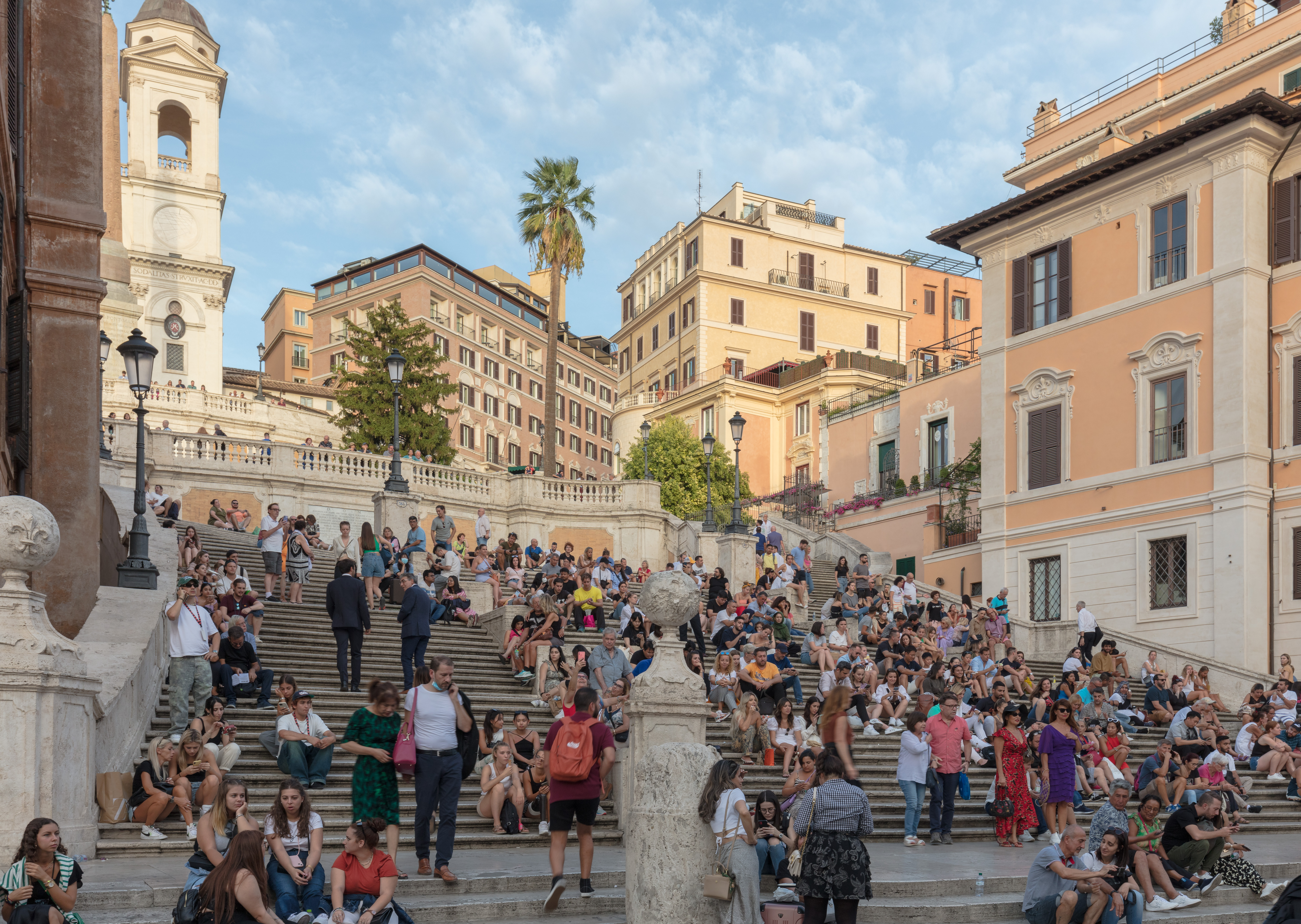
Vista de la escalinata llena de turistas

La Escalinata de la plaza de España (en italiano: Scalinata di Trinità dei Monti) es una escalera escenográfica  situada en Roma, Italia. De estilo rococó, fue erigida entre los años 1723-1725 según el diseño de Francesco De Sanctis y Alessandro Specchi. Las escaleras conectan la plaza de España con la iglesia de Trinità dei Monti. La escalinata tiene 138 escalones y se encuentra entre las más largas y anchas de Europa.

## Descripción
La Plaza de España fue terminada para el Jubileo de 1725 e inaugurada solemnemente por el Papa Benedicto XIII.
En la parte superior de las escaleras se encuentra la iglesia del siglo XVI de Trinità dei Monti, construida según un diseño de Carl Maderna. El fundador de las escaleras fue un francés, Etienne Gueffier, pero deben su nombre a la Embajada de España, que en el momento de su construcción se encontraba en el Palacio Mondaleschi situado junto a ella. Los italianos llaman a las escaleras Scalinata di Trinità dei Monti, por el nombre de la iglesia a la que conducen.
La iglesia se encuentra desde 2016 bajo el cuidado de la Comunidad Emmanuel francesa.
La Plaza de España es un lugar muy concurrido por turistas. En ella se organizan desfiles de moda anuales y en primavera se adorna con adornos florales con motivo de la fiesta de las flores. En invierno, durante la Navidad, se coloca un pesebre en la terraza de la escalera. Es una de las escaleras más largas y anchas de Europa.
Existe la superstición de que no se debe comer en estas escaleras porque puede traer mala suerte. Otra superstición afirma que la alegría y el éxito en la vida se pueden asegurar tomando una foto en la Plaza de España con la cabeza baja.
Al pie de la escalinata se encuentra la fuente de la Barcaza realizada en 1623 por Pietro Bernini, padre de Giovanni Lorenzo Bernini. La fuente se alimenta del agua traída por un acueducto (el mismo que alimenta la Fontana de Trevi). La fuente es un monumento a la inundación que ocurrió el día de Navidad de 1598. Las aguas del Tíber arrojaron un barco en este lugar.